# Donnerbrunnen
Donnerbrunnen ist der volkstümliche Name für den von Georg Raphael Donner gestalteten und von 1737 bis 1739 errichteten Providentiabrunnen auf dem Neuen Markt im 1. Wiener Gemeindebezirk Innere Stadt. Die Wiener konnten mit dem Begriff providentia (lat. für Vorsehung) jedoch wenig anfangen, weshalb sie ihn nach seinem Erbauer benannten. Kunsthistorisch ist öfter auch vom Mehlmarktbrunnen die Rede, da der Neue Markt im 18. Jahrhundert noch Mehlmarkt hieß. Beim Bau einer Tiefgarage wurde der Brunnen 2018 bis 2022 temporär abgetragen.

## Geschichte
Aus dem Jahr 1737 sind Verhandlungen zwischen der Stadt Wien und Donner (aber auch mit Lorenzo Mattielli) dokumentiert. Die Stadt Wien trat hier als Bauherr auf, was in der künstlerisch vom Kaiserhaus und Hochadel bestimmten Barockzeit eher einen Ausnahmefall darstellt. Den Auftrag für die Steinmetzarbeiten erhielt der bürgerliche Steinmetzmeister zu Wien Johann Georg Sebastian Knox.
Die Figuren, für die Georg Raphael Donner nur die Modelle geschaffen hat, wurden von Johann Nikolaus Moll in einer Blei-Zinn-Legierung gegossen und 1739, am Namenstag Kaiser Karls VI. aufgestellt. Unter der Herrschaft Maria Theresias wurden die Figuren 1773 entfernt, angeblich auf Betreiben der Keuschheitskommission, weil die Nacktheit der Figuren als anstößig gesehen wurde. Dabei handelt es sich jedoch um eine Legende, vielmehr sollten die beschädigten Plastiken durch Kopien ersetzt werden. Der Bildhauer Johann Martin Fischer wurde beauftragt sie einzuschmelzen, erkannte jedoch ihren künstlerischen Wert und restaurierte sie. 1801 wurden sie wieder auf den alten Platz gestellt.
Der Wiener Gemeinderat behandelte am 7. Juli 1871 den schadhaften Zustand. Abgesehen von Vandalismus war das auch auf die „Wasserweiber“ zurückzuführen, die das Wasser mit ihren Bitteln in die mit Eisenreifen versehenen Butten, welche am Brunnenrand aufgestellt wurden, um die Anrainer damit zu versehen, den Brunnenrand beschädigten. Der Gemeinderat beschloss daher, den Brunnen völlig neu herzustellen. Der vom Stadtbauamt vorgelegte Kostenvoranschlag basiert vor allem auf Wöllersdorfer Stein, denn derselbe kommt billiger als jeder andere. Das Becken wurde aus Granit geformt, die Sohlenplatten im Bassin mit besonders harten Kaiserstein verstärkt. Schließlich wurde 1872 der Firma Eduard Hauser die Herstellung der Brunnenanlage übertragen.
1873 wurden die Figuren durch Bronzekopien ersetzt; die Originale, die 100 Jahre als Leihgabe im Unteren Belvedere aufgestellt waren, bilden heute einen Ausstellungshöhepunkt im Wien Museum.

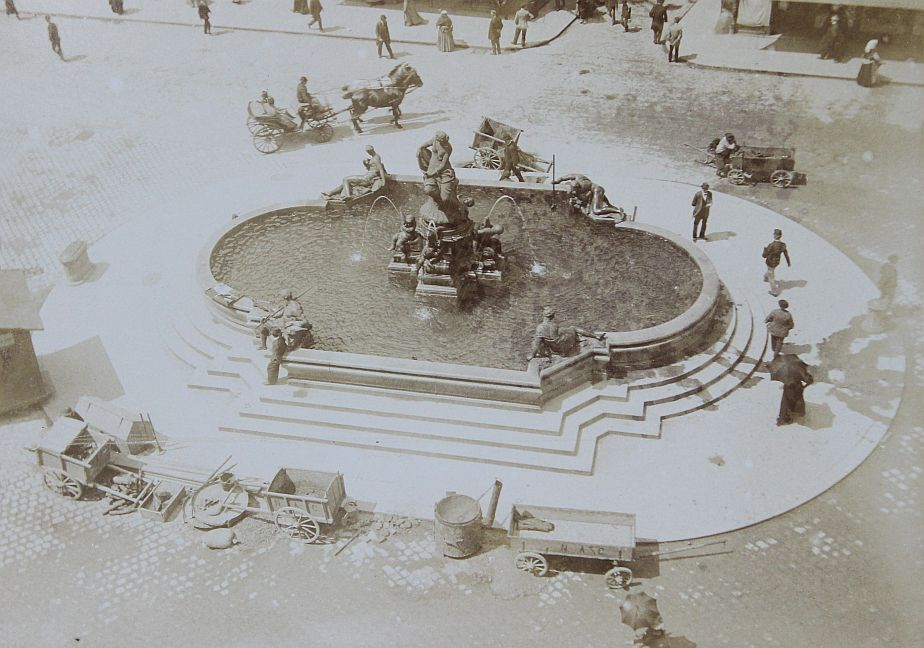
Donnerbrunnen, Draufsicht, ca. 1898

Während des Zweiten Weltkrieges wurde der Donnerbrunnen entfernt und erst am 30. April 1947 wieder aufgestellt.
In den 1980er Jahren war der Donnerbrunnen ein beliebter Treffpunkt der Wiener Subkultur, vor allem der Mod-Bewegung.
Am 15. Oktober 2018 wurde der Brunnen vom Neuen Markt entfernt, weil dort bis 2022 eine Tiefgarage entstand. Baubeginn war Anfang 2019; als Vorarbeit zum Bau der geplanten Tiefgarage wurde der Donnerbrunnen sorgfältig abgebaut und auf einem städtischen Platz eingelagert. Nach Fertigstellung der Garage wurde er im September 2022 wieder aufgestellt.

### Otto Wagners Gutachten

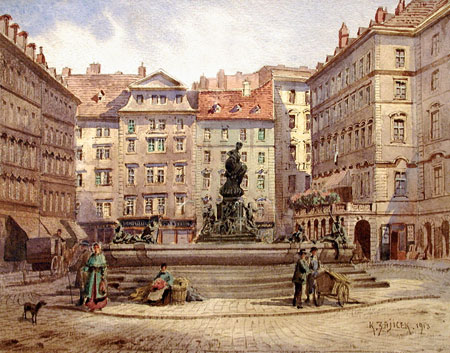
Neuer Markt mit Blick auf den Donnerbrunnen (Carl Wenzel Zajicek, 1913)

Im Jahr 1913 bestand die Gefahr, dass der Donnerbrunnen dem Verkehr geopfert und auf einen anderen Platz (etwa den Lueger-Platz) versetzt würde. Dazu erstellte Otto Wagner ein Verkehrsgutachten.

## Aufbau
In der Mitte des Brunnens steht die Providentia, die Allegorie der Voraussicht beziehungsweise guten Regierung, die sich wohl nicht zuletzt auch auf die gute Wasserversorgung Wiens bezieht. Umgeben wird sie von vier allegorischen Figuren, die Flüsse im Erzherzogtum Österreich darstellen. Ein solches Schema ist im Manierismus und Frühbarock recht beliebt, ein bekanntes Beispiel ist der Vierströmebrunnen Berninis in Rom. Die Darstellung von Flüssen in Form allegorischer Personen war bis ins 19. Jahrhundert beispielgebend, etwa für den Austriabrunnen auf der Freyung oder der Danubiusbrunnen an der Albertinarampe.
Die vier Flussfiguren stellen auch die vier Lebensalter und Temperamente dar. Die beiden männlichen Figuren repräsentieren die Flüsse aus Oberösterreich, die beiden weiblichen diejenigen aus Niederösterreich:
- Traun ist eine jugendliche Gestalt, die mit einem Dreizack nach einem Fisch am Grunde des Beckens sticht. Die Figur ist sehr dynamisch aufgebaut und bietet keine Frontalansicht – sie schaut direkt in das Wasser. Bei dem Fisch ist nicht einwandfrei zu erkennen, ob es sich um einen Huchen oder um eine Forelle handelt.[10]
- Enns ist ein alter Fährmann, der mit einem Ruder an einem Felsbrocken lehnt und so die Enns als wichtige Verkehrsstrecke in den Alpen symbolisiert.
- Ybbs ist eine ruhende Mädchengestalt mit wasserspendendem Gefäß.
- March ist eine weibliche Figur, die an ein Relief gelehnt ist, das eine Schlacht (möglicherweise der Römer gegen die Markomannen) darstellt und so den Charakter der March als Grenzfluss hervorhebt.

Den Sockel umgeben vier Putten mit wasserspeienden Fischen (Hecht, Karpfen, Wels und Lachs), die als die eigentlichen Wasserspender des Brunnens dienen und die Donau symbolisieren.
Das Becken und der Sockel des Brunnens bestehen aus Mauthausener Granit.

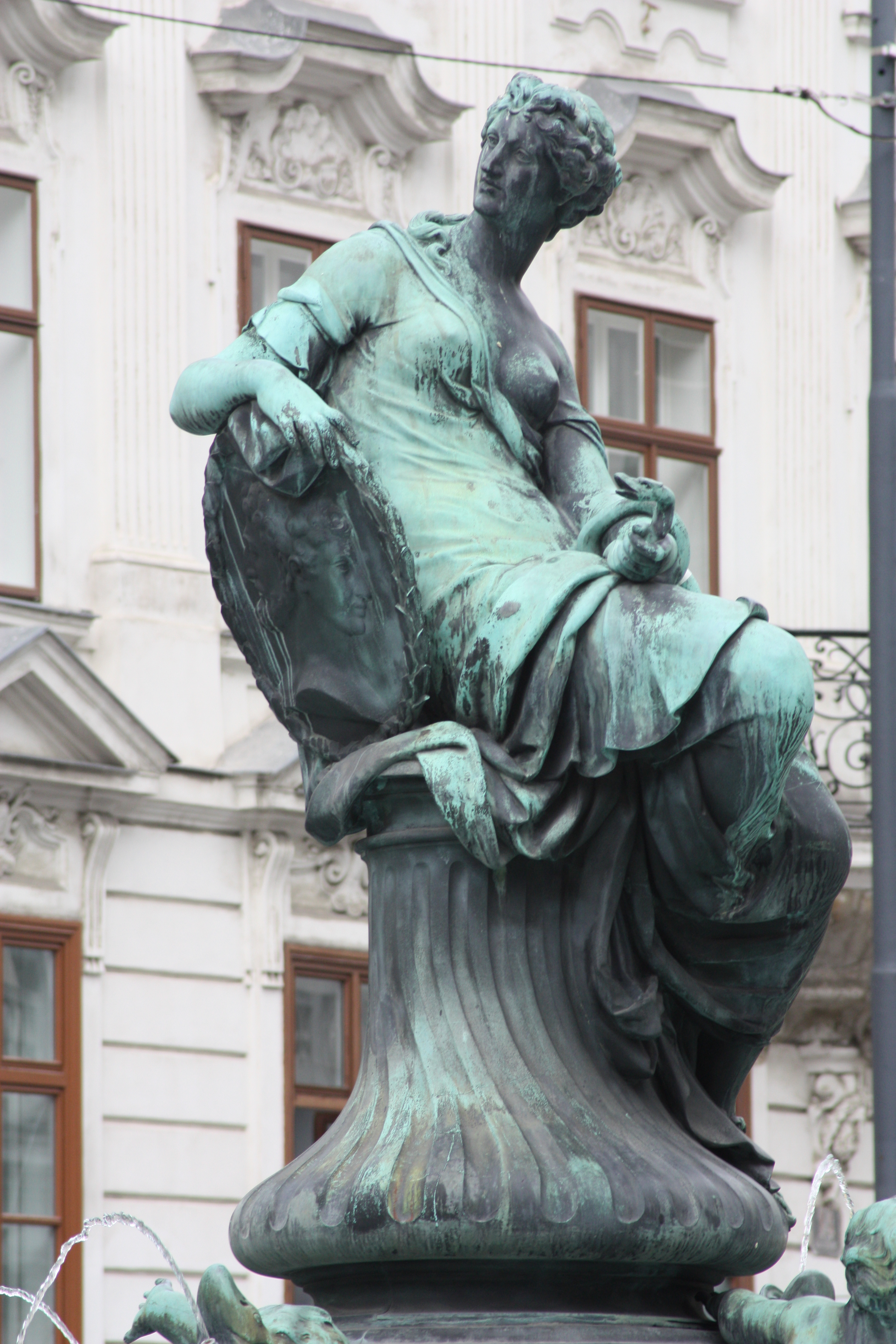
Figur der Providentia
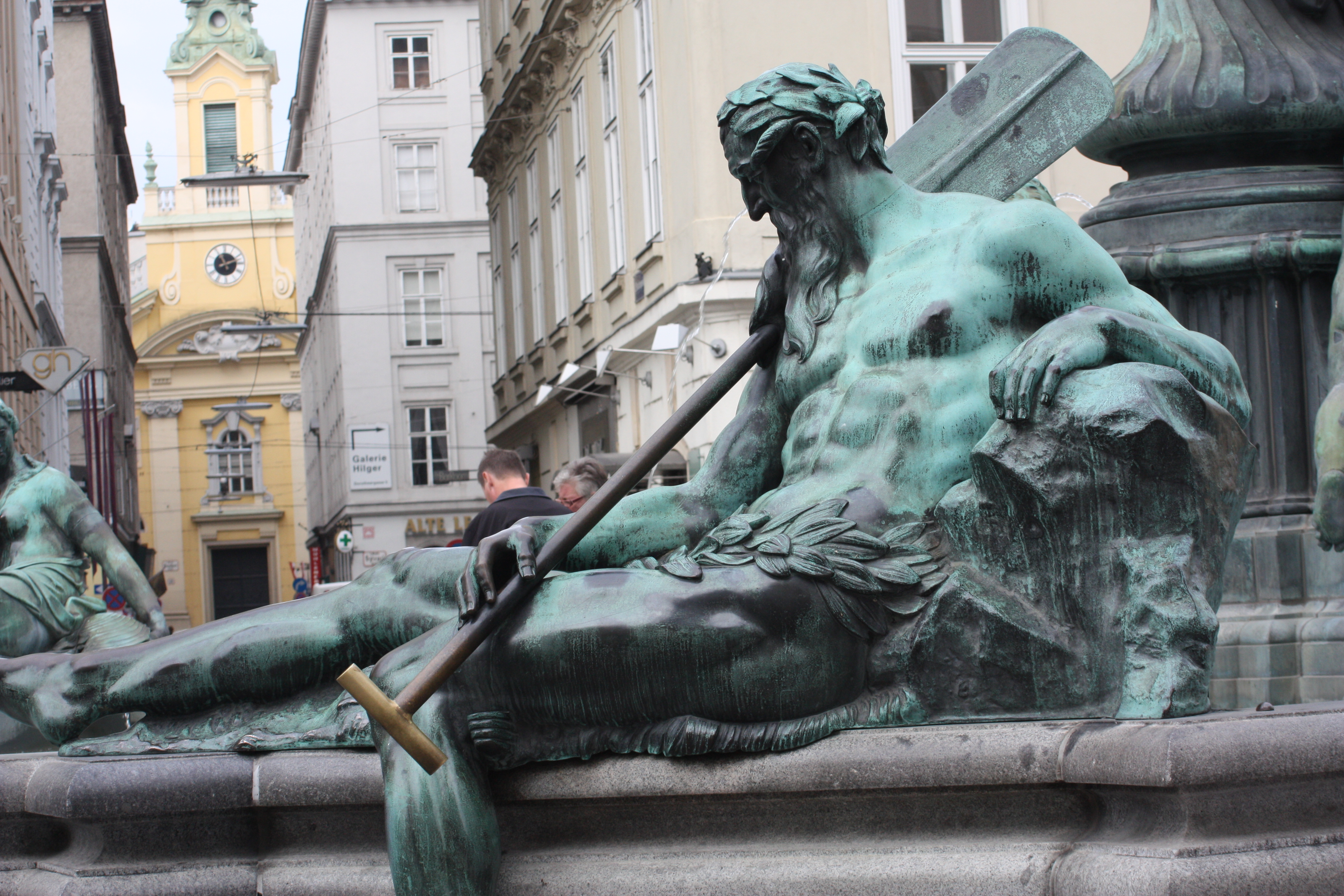
Enns
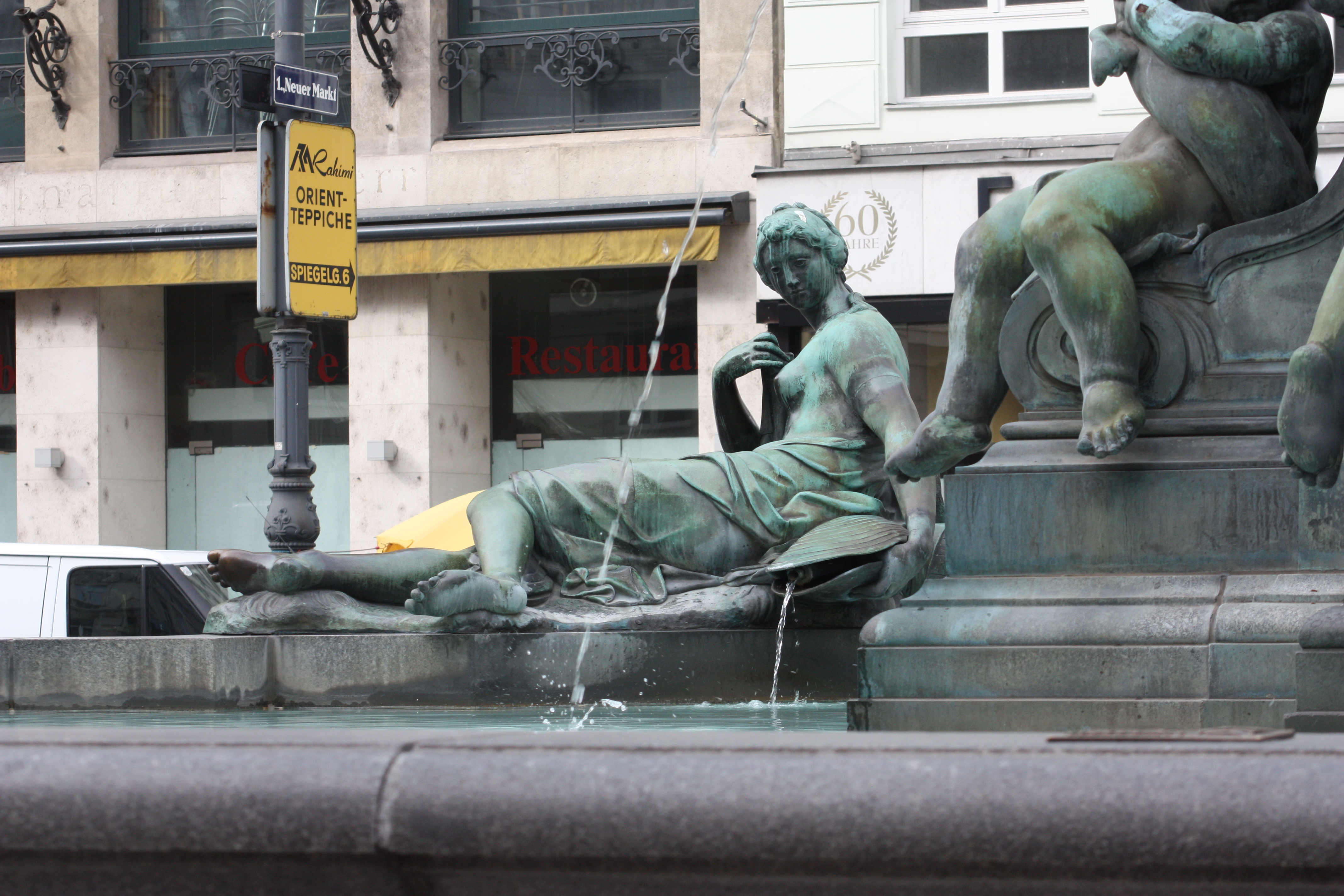
March
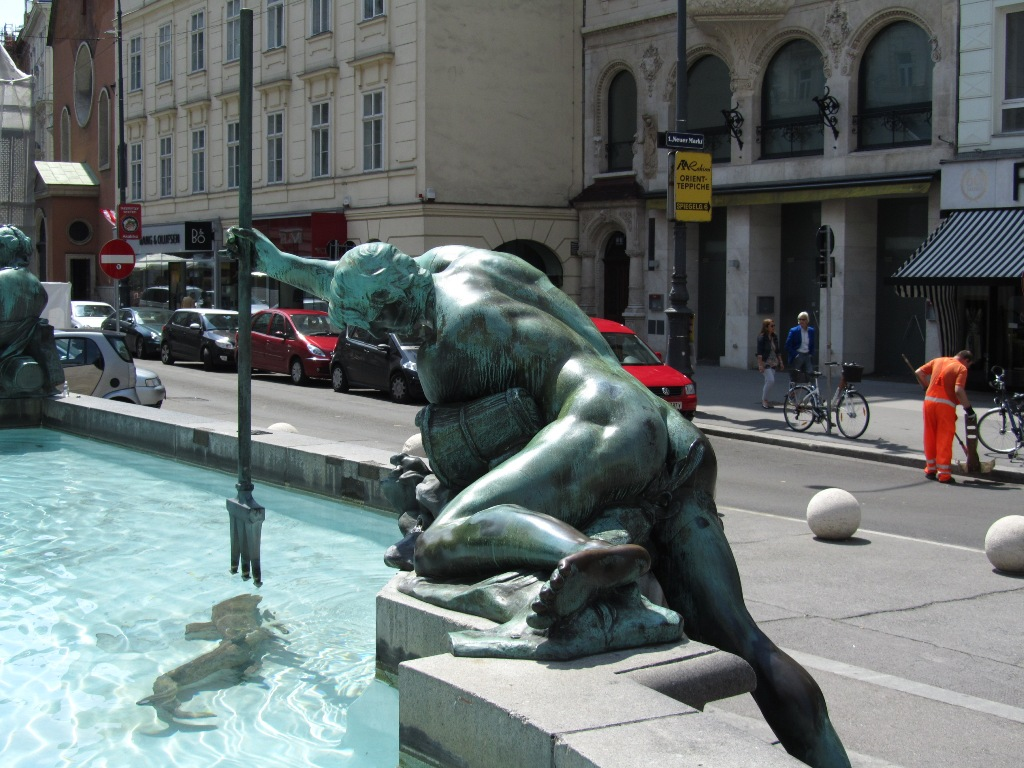
Traun
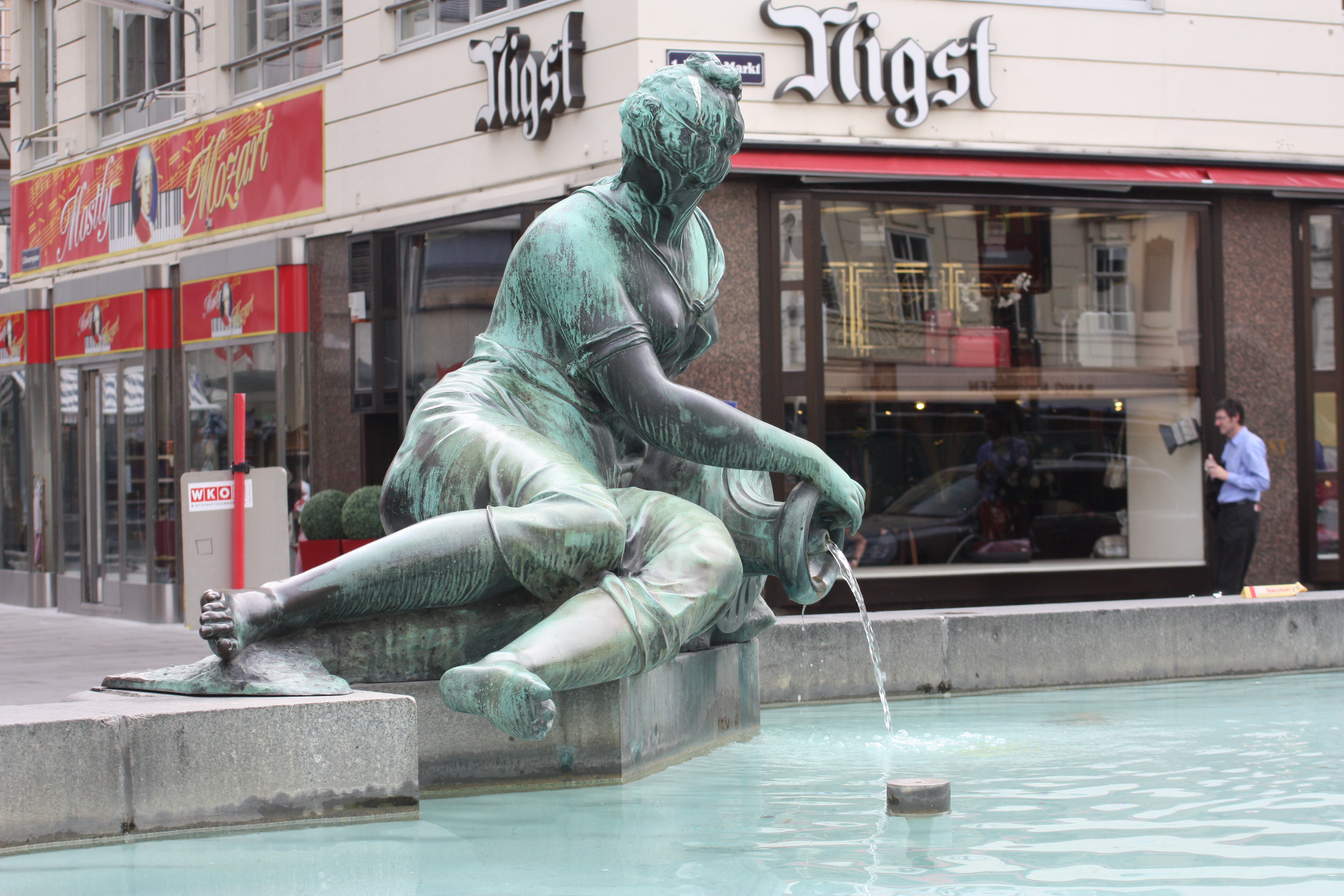
Ybbs

## Literarische Bearbeitung
Franz Karl Ginzkeys Novelle Der selige Brunnen aus dem Jahre 1940 erzählt von Donners Jugendjahren sowie von der Entstehung des titelgebenden Providentiabrunnens.